# Gotham (serie televisiva)
Gotham è una serie televisiva statunitense ideata da Bruno Heller e prodotta da Warner Bros. Television dal 24 settembre 2014 al 25 aprile 2019 sull'emittente Fox, basata sui personaggi della DC Comics che appaiono nel franchise di Batman (principalmente James Gordon e Bruce Wayne).
Annunciata per la prima volta nel settembre del 2013, la serie rappresenta un prequel televisivo incentrato sulle origini di alcuni eroi e cattivi appartenenti al franchise di Batman; pur trattando personaggi dell'universo DC Comics, non fa parte del cosiddetto Arrowverse.
In Italia la serie è trasmessa dal 12 ottobre 2014 al 21 luglio 2019 sul canale a pagamento Premium Action e, in chiaro, su Italia 1 e Italia 2.

## Trama
La serie segue le vicende della recluta del dipartimento di polizia di Gotham City Jim Gordon, in coppia con l'investigatore Harvey Bullock, e delle loro indagini riguardo ai crimini che avvengono in città. Nel frattempo, il giovane Bruce Wayne resta orfano dopo l'omicidio di suo padre Thomas Wayne e di sua madre Martha Kane, venendo affidato alle cure del maggiordomo di famiglia, Alfred Pennyworth. 

### Prima stagione
Gordon e Bullock sono incaricati di risolvere lo sconvolgente omicidio dei coniugi Wayne, apparentemente avvenuto per una rapina finita male. Nelle indagini il duo è aiutato dagli investigatori Renee Montoya e Crispus Allen, dallo scienziato forense Edward Nygma e dal procuratore distrettuale Harvey Dent. Durante i tentativi di ripulire la città dal crimine, Jim si separa dalla fidanzata Barbara Kean dopo che quest'ultima viene minacciata dalla mafia per intimorire il detective; successivamente si innamora ricambiato della dottoressa Leslie Thompkins e Barbara, dopo essere impazzita a causa di un altro rapimento da parte di un criminale, cerca di ucciderla finendo per essere arrestata. Mentre indaga a sua volta sull'omicidio dei suoi genitori, Bruce fa la conoscenza delle giovani ladre di strada Selina Kyle e Ivy Pepper. Nel frattempo, il giovane criminale Oswald Cobblepot si fa astutamente strada nel mondo criminale della città scalando i vertici del potere; Jim e Harvey si troveranno coinvolti nelle guerre mafiose della città tra Fish Mooney, Carmine Falcone e Salvatore Maroni.

### Seconda stagione
Dopo la morte di Mooney e Maroni e il ritiro di Falcone, Oswald è ora alle redini della criminalità organizzata della città. Theo Galavan arriva a Gotham con sua sorella Tabitha per candidarsi come sindaco, sebbene segretamente intende usare il suo ruolo per vendicarsi di un torto subito ai suoi antenati da parte della famiglia Wayne. Dopo che Jim uccide Galavan, il corpo di quest'ultimo viene recuperato dallo psichiatra a capo dell'Arkham Asylum Hugo Strange, che trasforma Galavan nell'antico assassino vigilante Azrael. Nei panni di Azrael, Theo cerca di uccidere Jim per vendetta, ma viene fatto saltare in aria da Oswald con un bazooka. Oswald viene mandato all'Arkham Asylum, dove scopre una struttura segreta gestita dalla Wayne Enterprises chiamata Indian Hill, dove Strange sta compiendo esperimenti disumani sui detenuti per condizionarli mentalmente e dotarli di poteri incredibili. Jim indaga su Indian Hill, che si scopre essere controllata da un'organizzazione segreta chiamata Corte dei gufi. Con l'aiuto dell'esperto tecnico Lucius Fox, Alfred e Bruce, Jim chiude Indian Hill. Tuttavia, all'insaputa di tutti, una Mooney rianimata è fuggita con un autobus di metaumani, incluso un clone di Bruce, creato da Strange, che ora vaga per Gotham. 

### Terza stagione
Sei mesi dopo gli ultimi avvenimenti, Jim è diventato un cacciatore di taglie che lavora per rintracciare i mostri fuggiti da Indian Hill. Ha una breve relazione con la giornalista Valerie Vale e, seguendo un suo consiglio, tenta di riconciliarsi con Leslie che ora sta uscendo con il figlio di Carmine Falcone, Mario, mettendo Jim in disaccordo con lui. Nygma fa i conti con la sua personalità criminale de l'"Enigmista", e rivaleggia con Oswald nel mondo criminale. Jervis Tetch arriva a Gotham per trovare sua sorella Alice, che possiede un virus nel sangue che fa impazzire chiunque ne entri in contatto. Il nuovo capitano del GCPD, Nathaniel Barns, viene infettato dal "virus Tetch" trasformandolo nel criminale "Esecutore" il cui obiettivo è giustiziare tutti i criminali, ma alla fine viene fermato dal GCPD. La Corte si impossessa del virus e lo usa per infettare Gotham al fine di distruggerla e ricostruirla "ripulita" dalla criminalità, tuttavia Mooney rapisce Strange per creare la cura al virus. Nel frattempo, Bruce viene catturato dalla Lega degli assassini che lo addestra e condiziona mentalmente per renderlo idoneo a essere l'erede designato del "testa del demone" Ra's al Ghul, sebbene riesca a riprendersi dopo essere stato costretto a uccidere e rianimare Alfred. Prendendo consapevolezza della propria identità, Bruce inizia a operare per le strade come vigilante mascherato.

### Quarta stagione
Gordon e Bullock continuano a risolvere i crimini a Gotham City; Bruce pattuglia le strade di Gotham di notte come un vigilante mascherato; Cobblepot inizia una campagna per dominare la malavita della città approfittando di un sindacato criminale legalizzato; Nygma scopre che le sue facoltà mentali stanno diminuendo come effetto collaterale dell'essere stato congelato da Oswald; Jonathan Crane abbraccia il suo ruolo di Spaventapasseri, identità criminale con cui terrorizza gli abitanti di Gotham; Ivy cambia aspetto dopo aver assunto delle droghe e diventa una criminale; Butch Gilzean diventa il metaumano Solomon Grundy dopo che il suo corpo è stato gettato in una palude inquinata di rifiuti tossici; Sofia Falcone, figlia di Carmine, giunge a Gotham per rivendicare l'impero criminale di suo padre seminando morte lungo la strada; Ra's al Ghul tenta di spingere Bruce a compiere il suo destino di "cavaliere oscuro di Gotham"; e Jerome Valeska forma una banda di criminali per far precipitare la città nell'anarchia. Anche se Jerome viene ucciso, riesce a far impazzire suo fratello gemello Jeremiah esponendolo alle sostanze chimiche di Crane. Jeremiah e Ra's si alleano e rendono Gotham terra di nessuno, facendo esplodere i ponti che la collegano alla terraferma: solo pochi decidono di restare a combattere, mentre vari criminali iniziano a rivendicare il loro territorio.

### Quinta stagione
Gordon e i suoi alleati lavorano per ristabilire l'ordine a Gotham City dopo che è stata tagliata fuori dal resto del mondo e tutti i principali criminali hanno rivendicato il proprio territorio nella città desolata. Jeremiah tenta di cementare il suo "legame" con Bruce rievocando la notte della morte dei suoi genitori; Cobblepot e Nygma uniscono le forze per fuggire definitivamente da Gotham; Barbara rinuncia alla vita criminale quando rimane incinta del figlio di Gordon dopo un'avventura di una notte. Leslie si ricongiunge con Gordon e in seguito i due si sposano. La politica Theresa Walker invia il gruppo militare Delta Force, guidato dal vecchio compagno dell'esercito di Gordon Eduardo Dorrance, per aiutare il GCPD nella loro guerra contro la schiacciante popolazione criminale, ma il tutto si rivela una copertura: la Walker è in realtà Nyssa al Ghul, figlia di Ra's, che intende vendicare la morte del padre distruggendo Gotham e uccidendo Bruce e Barbara; dopo essere stato ferito in uno scontro con Gordon, Dorrance viene potenziato e trasformato nel criminale Bane. Bane e Nyssa sono sconfitti dall'unione delle forze dei protagonisti; Gotham viene salvata, Gordon è nominato commissario del GCPD mentre Bruce lascia Gotham promettendo di tornare quando potrà difenderla.
Nel finale della serie, ambientato dieci anni dopo, Bruce torna a Gotham giusto in tempo per la riapertura della Wayne Tower. Gordon sta preparando il suo ritiro dal GCPD fino a quando non scopre che Nygma è sfuggito alla sua prigionia da Arkham. Edward rapisce il sindaco James con l'intenzione di distruggere la Wayne Tower e viene nuovamente arrestato, ma è liberato da Oswald che è stato scarcerato dal Blackgate. Bullock si addossa la colpa dell'omicidio della guardia che ha fatto uscire Nygma di prigione, anche se Jim capisce che è innocente e scopre che Jeremiah era il vero colpevole. Jeremiah, che ha simulato il suo stato di morte cerebrale in attesa del ritorno di Bruce, rapisce la figlia di Jim, Barbara Lee, affermando tra l'altro che vuole cambiare il proprio nome in un altro che inizi per J, Barbara è salvata assieme a Gordon da un vigilante vestito da pipistrello. In seguito, Jim fa risaltare il segnale di luce in cima al GCPD dove riceve la visita di Bullock e Alfred che supervisionano lo stesso vigilante vestito da pipistrello che ha salvato Jim e sua figlia, il quale è in realtà Bruce: finalmente ha abbracciato il suo destino e diventa il cavaliere oscuro di Gotham.

## Episodi
| Stagione         | Episodi | Prima TV USA | Prima TV Italia |
| ---------------- | ------- | ------------ | --------------- |
| Prima stagione   | 22      | 2014-2015    | 2014-2015       |
| Seconda stagione | 22      | 2015-2016    | 2016            |
| Terza stagione   | 22      | 2016-2017    | 2017            |
| Quarta stagione  | 22      | 2017-2018    | 2018            |
| Quinta stagione  | 12      | 2019         | 2019            |

## Personaggi
- James Gordon (stagioni 1-5): interpretato da Benjamin McKenzie e doppiato in italiano da Gianfranco Miranda.
- Harvey Bullock (stagioni 1-5): interpretato da Donal Logue e doppiato in italiano da Massimo Rossi.
- Oswald Cobblepot (stagioni 1-5): interpretato da Robin Lord Taylor e doppiato in italiano da Gabriele Lopez.
- Bruce Wayne (stagioni 1-5): interpretato da David Mazouz e doppiato in italiano da Lorenzo Crisci.
- Alfred Pennyworth (stagioni 1-5): interpretato da Sean Pertwee e doppiato in italiano da Luca Biagini.
- Sarah Essen (stagioni 1, guest star stagione 2): interpretata da Zabryna Guevara e doppiata in italiano da Laura Romano.
- Barbara Kean (stagioni 1-5): interpretata da Erin Richards e doppiata in italiano da Federica De Bortoli.
- Selina Kyle (stagioni 1-5), interpretata da Carmen Bicondova e Lili Simmons, doppiata in italiano da Margherita De Risi.
- Edward Nygma (stagioni 1-5): interpretato da Cory Michael Smith e doppiato in italiano da David Chevalier.
- Renee Montoya (stagione 1): interpretata da Victoria Cartagena e doppiata in italiano da Chiara Gioncardi.
- Crispus Allen (stagione 1): interpretato da Andrew Stewart Jones e doppiato in italiano da Andrea Lavagnino.
- Ivy Pepper (stagioni 1-5): interpretata da Clare Foley (stagioni 1-3) e Maggie Geha (stagioni 3-5) e doppiata in italiano da Giulia Franceschetti.
- Carmine Falcone (stagioni 1, ricorrente stagione 3, guest star stagione 2,4): interpretato da John Doman e doppiato in italiano da Rodolfo Bianchi.
- Fish Mooney (stagioni 1, ricorrente stagione 3, guest star stagione 2): interpretata da Jada Pinkett Smith e doppiata in italiano da Chiara Colizzi.
- Leslie "Lee" Thompkins (ricorrente stagione 1, stagioni 2-5): interpretata da Morena Baccarin e doppiata in italiano da Barbara De Bortoli.
- Butch Gilzean (ricorrente stagione 1, stagioni 2-4): interpretato da Drew Powell e doppiato in italiano da Roberto Draghetti.
- Harvey Dent (ricorrente stagione 1, stagione 2): interpretato da Nicholas D'Agosto e doppiato in italiano da Francesco Pezzulli.
- Lucius Fox (Guest star stagione 1, stagioni 2-5): interpretato da Chris Chalk e doppiato in italiano da Giuliano Bonetto.
- Theodore Galavan (stagione 2): interpretato da James Frain e doppiato in italiano da Roberto Pedicini.
- Tabitha Galavan (stagioni 2-5): interpretata da Jessica Lucas e doppiata in italiano da Stella Musy.
- Nathaniel Barnes (stagioni 2-3): interpretato da Michael Chiklis e doppiato in italiano da Massimo Corvo.
- Jervis Tetch (stagione 3, ricorrente stagione 4, guest star stagione 5): interpretato da Benedict Samuel e doppiato in italiano da Davide Lepore.
- Ra's al Ghul (ricorrente stagione 3-4): interpretato da Alexander Siddig e doppiato in italiano da Christian Iansante.
- Sofia Falcone (stagione 4): interpretata da Crystal Reed e doppiata in italiano da Virginia Brunetti.

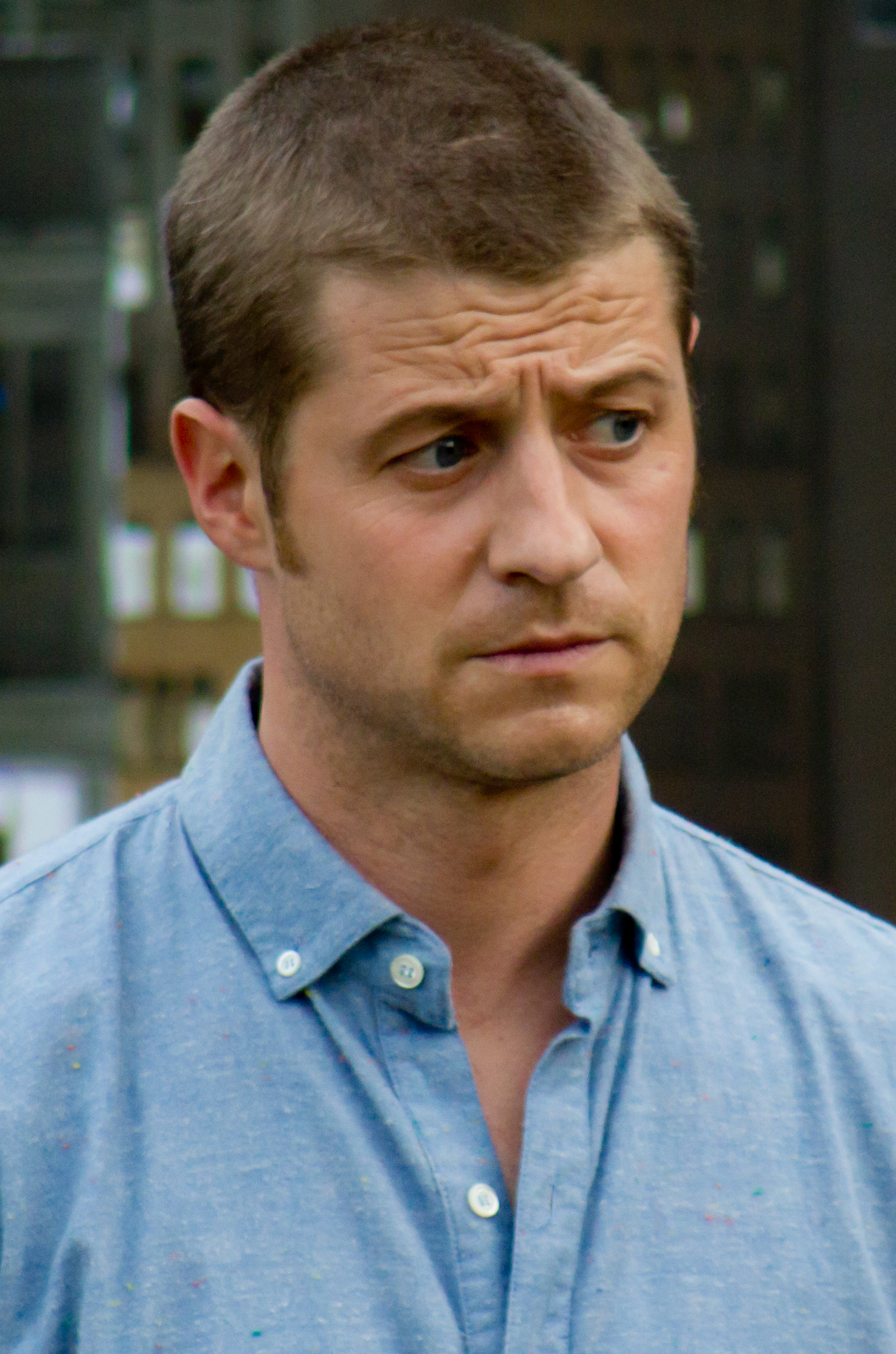
Benjamin McKenzie interpreta James Gordon.
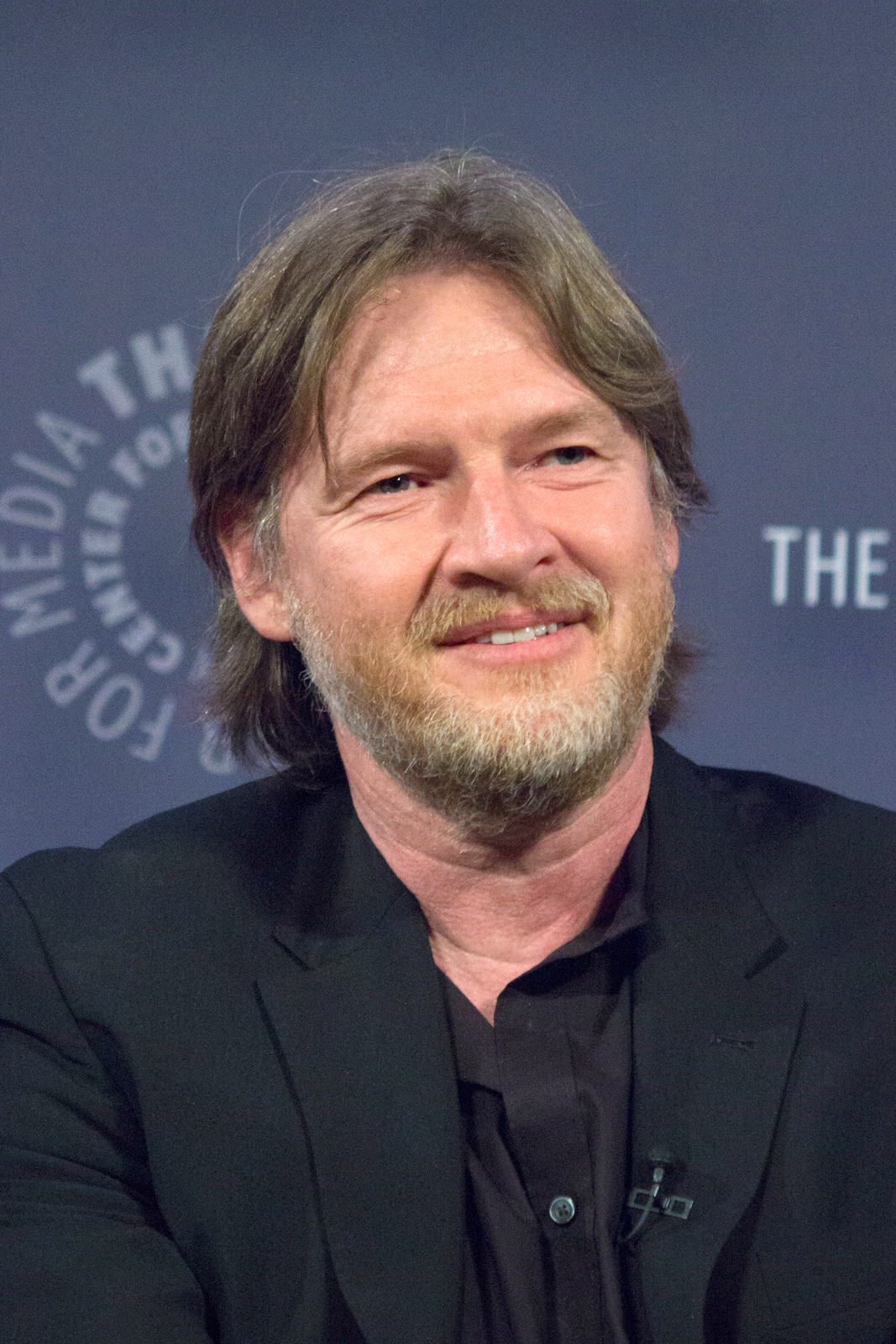
Donal Logue interpreta Harvey Bullock.
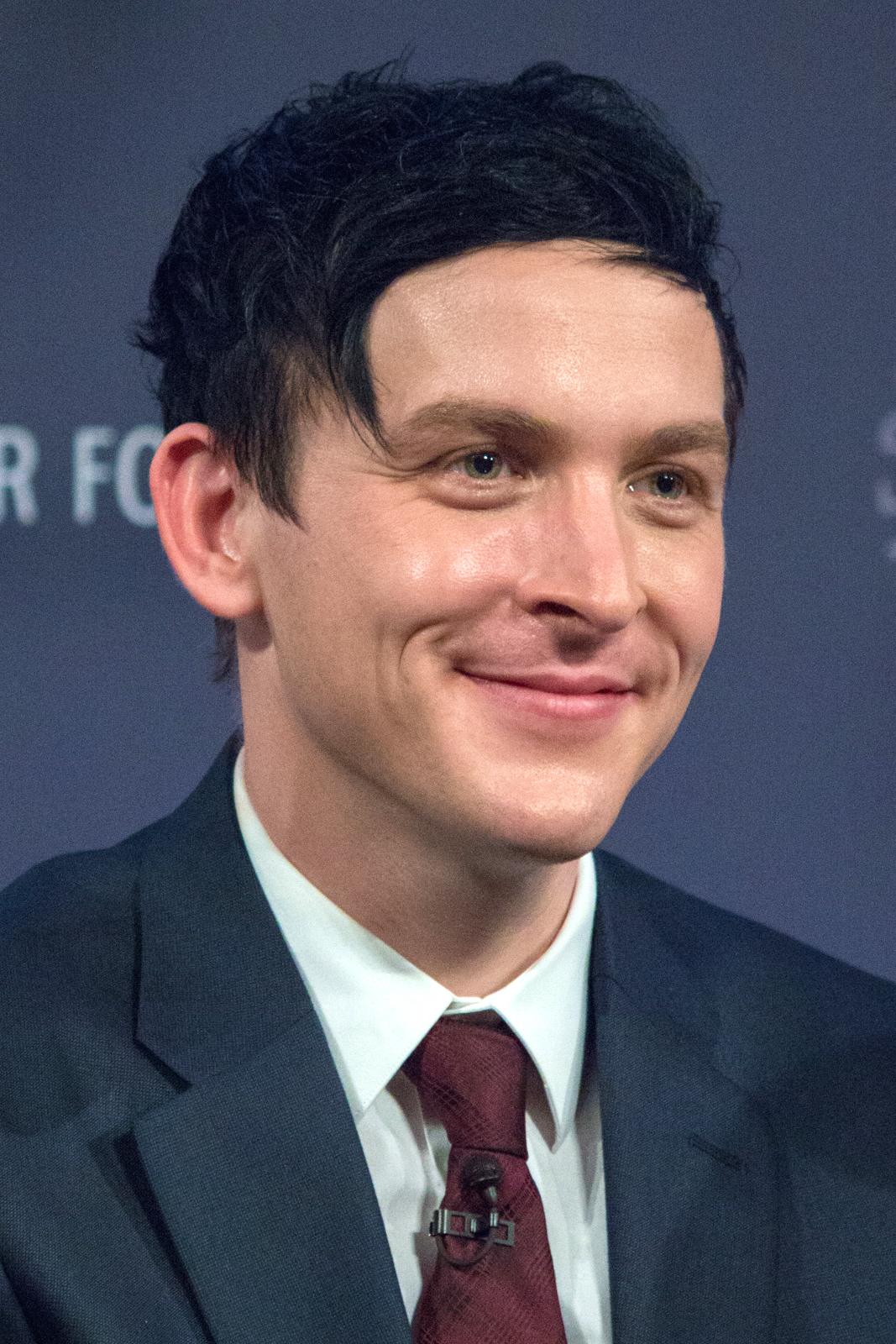
Robin Lord Taylor interpreta Oswald Cobblepot.
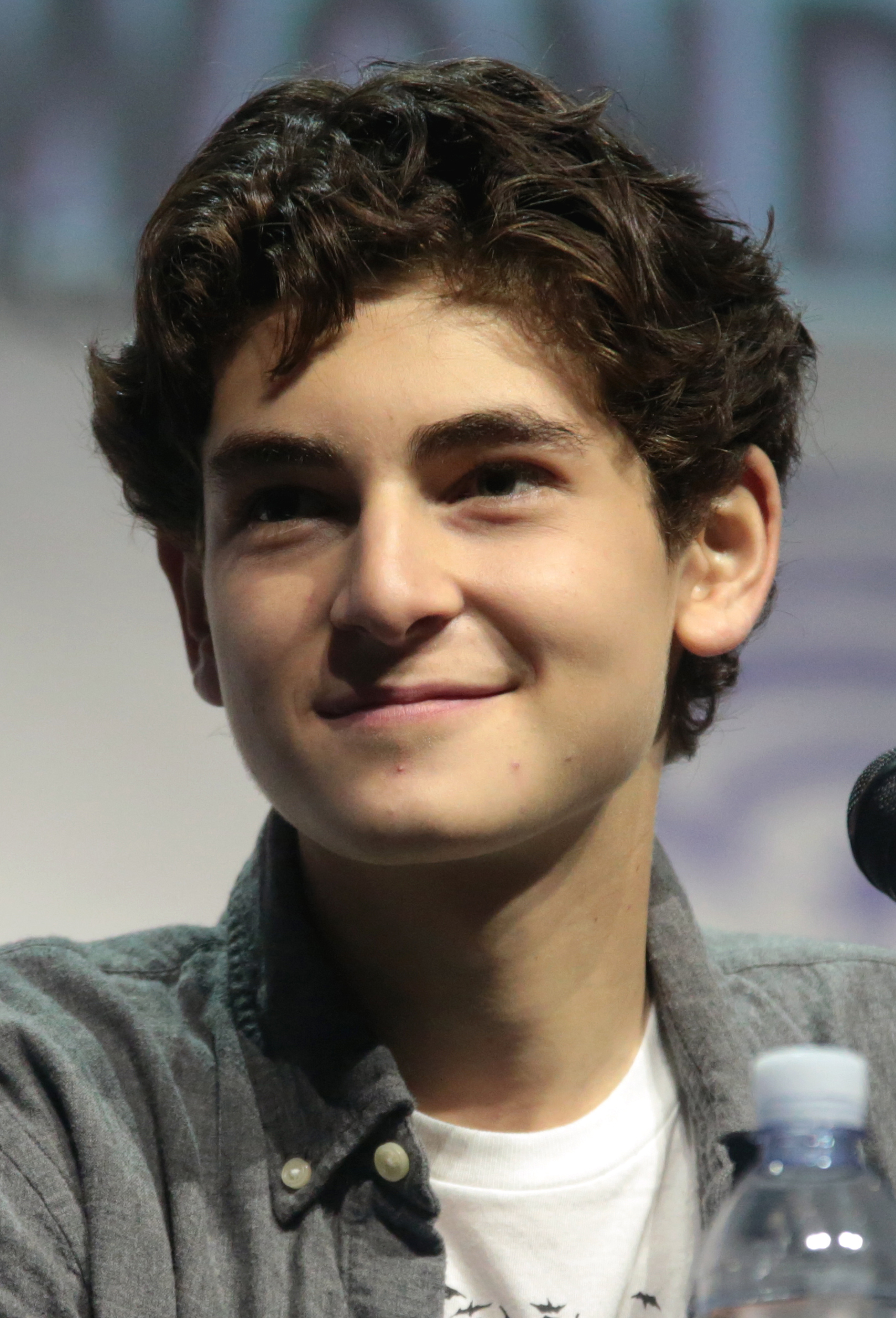
David Mazouz interpreta Bruce Wayne.
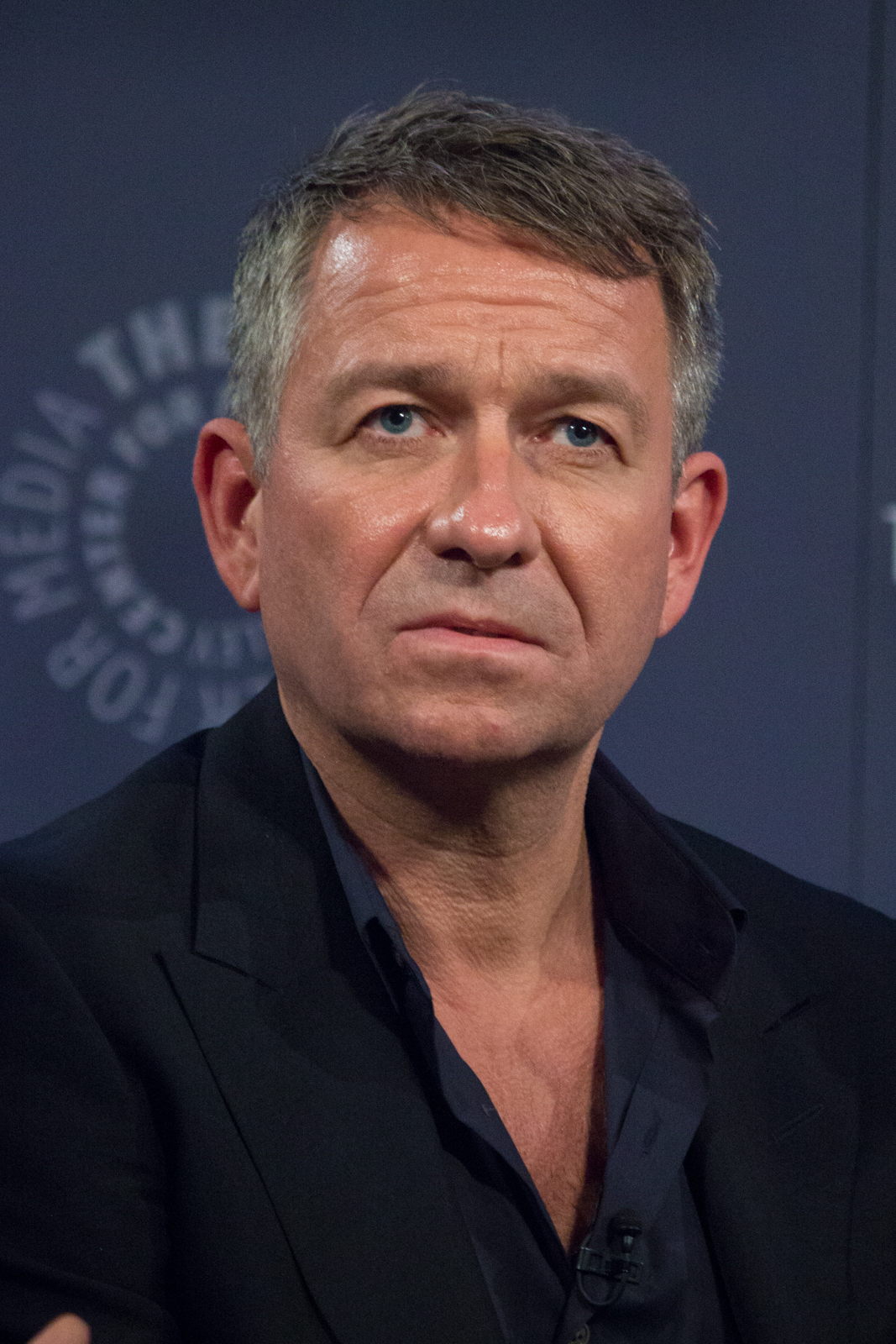
Sean Pertwee interpreta Alfred Pennyworth.
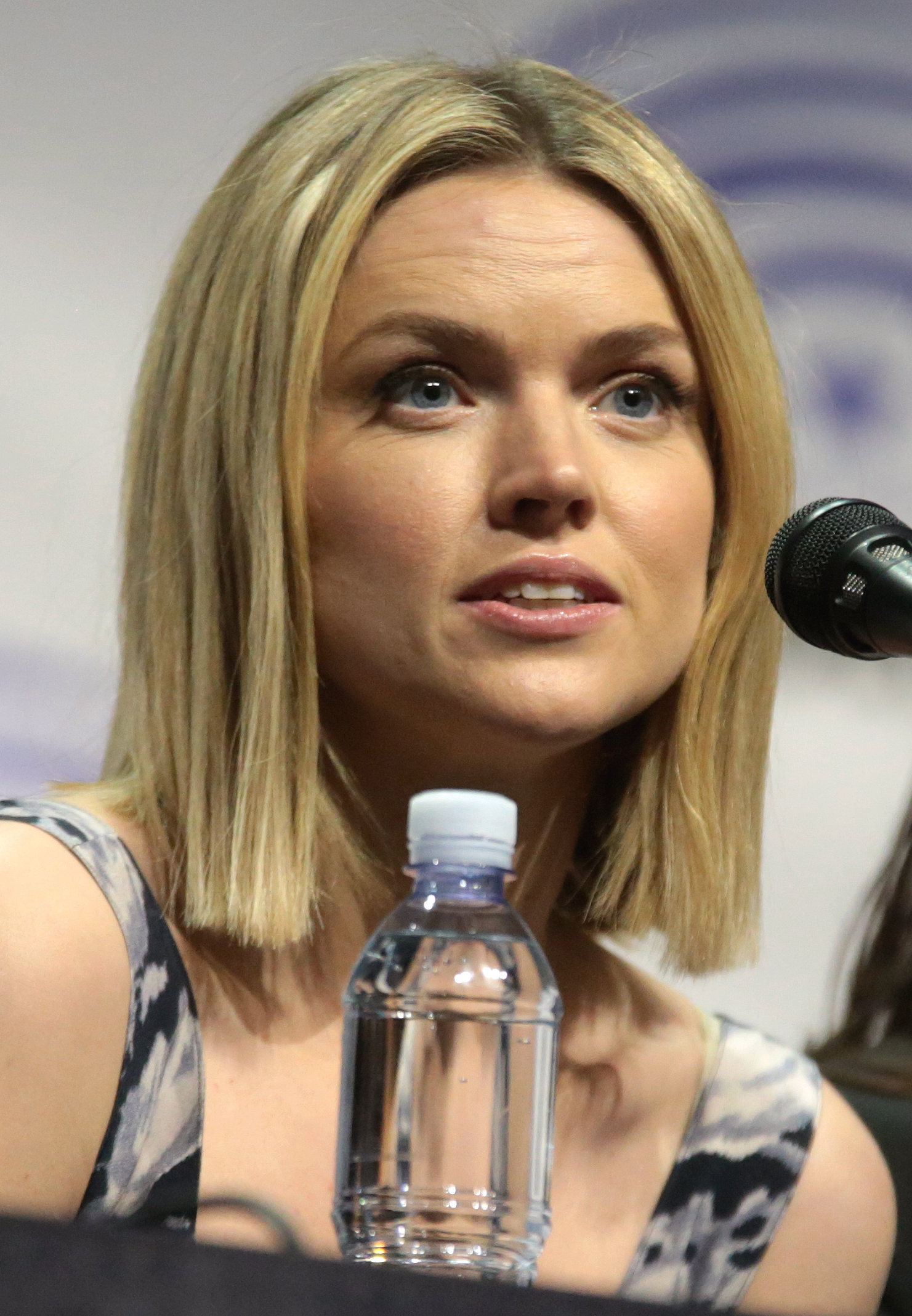
Erin Richards interpreta Barbara Kean.
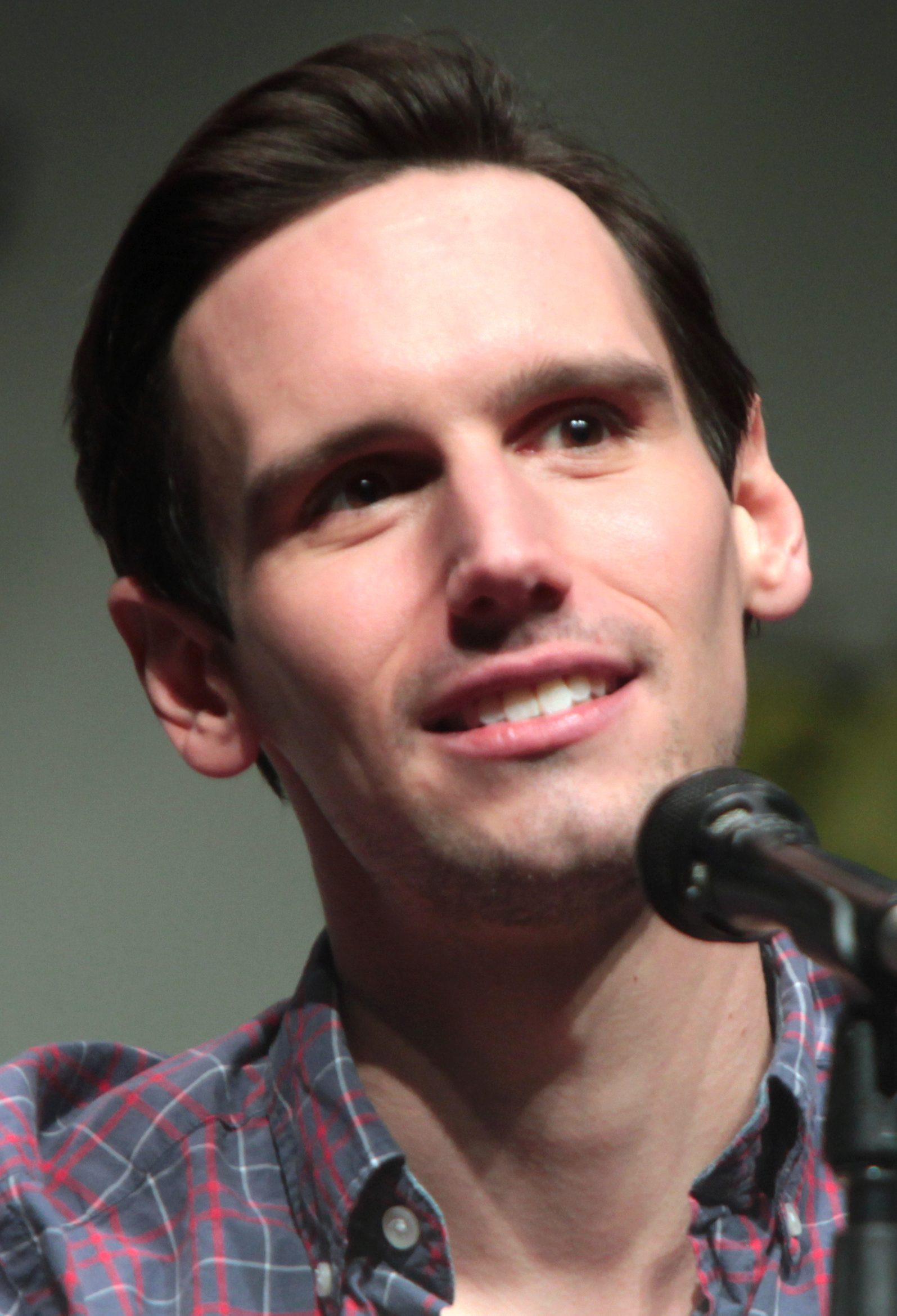
Cory Michael Smith interpreta Edward Nigma.
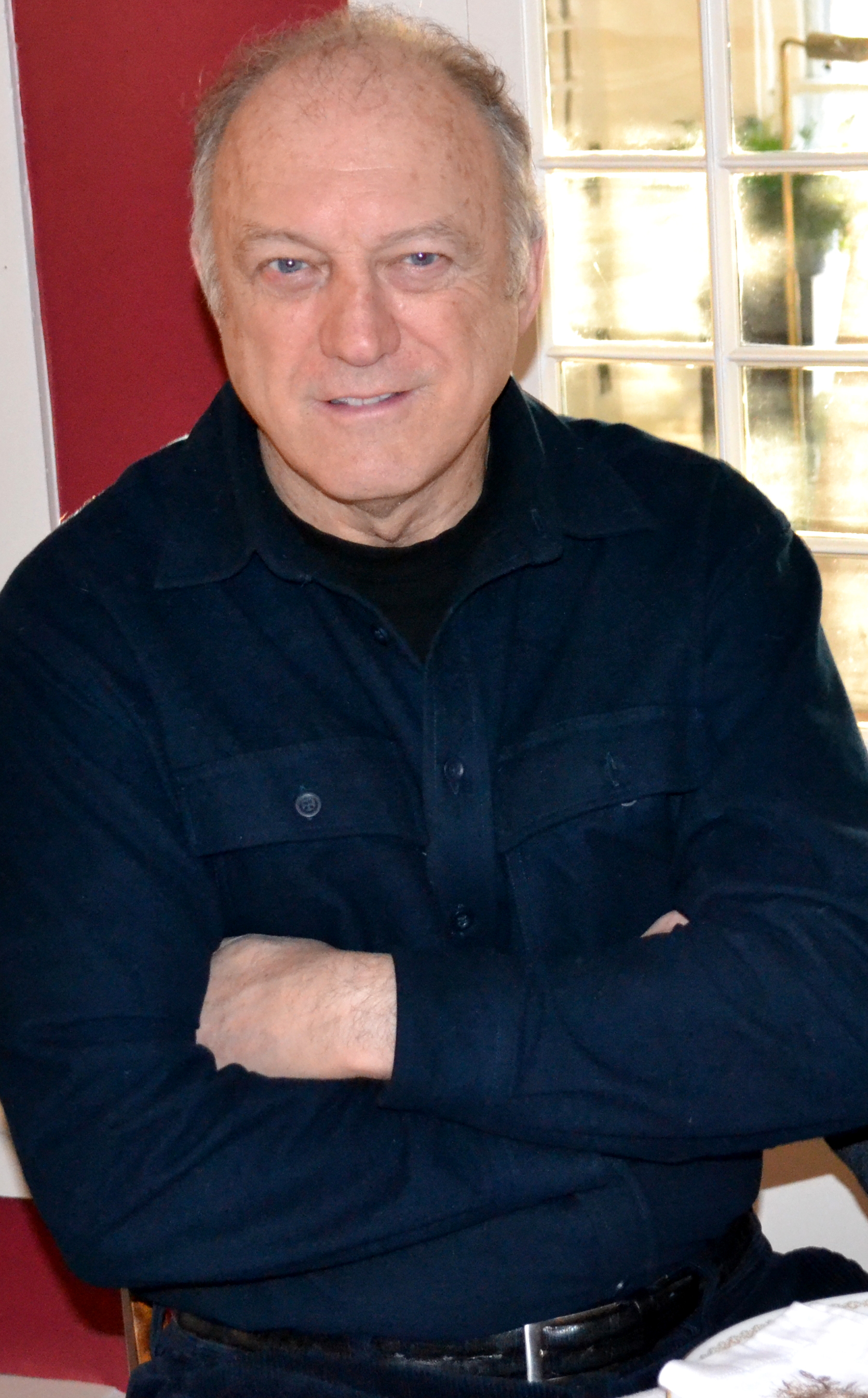
John Doman interpreta Carmine Falcone.
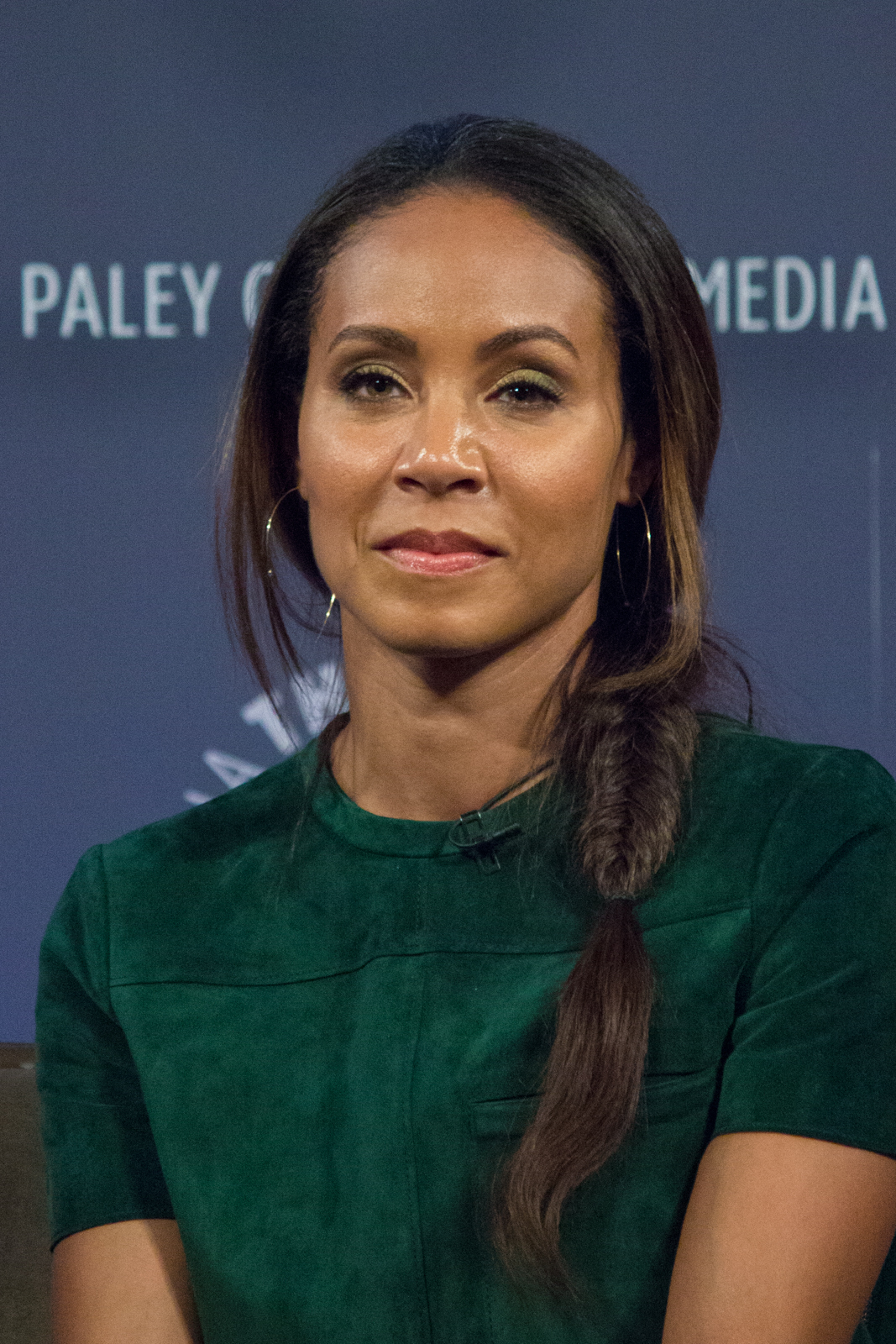
Jada Pinkett Smith interpreta Fish Mooney.
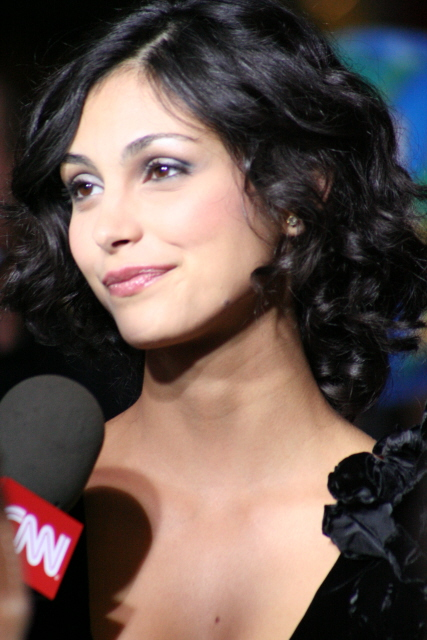
Morena Baccarin interpreta Leslie Thompkins.
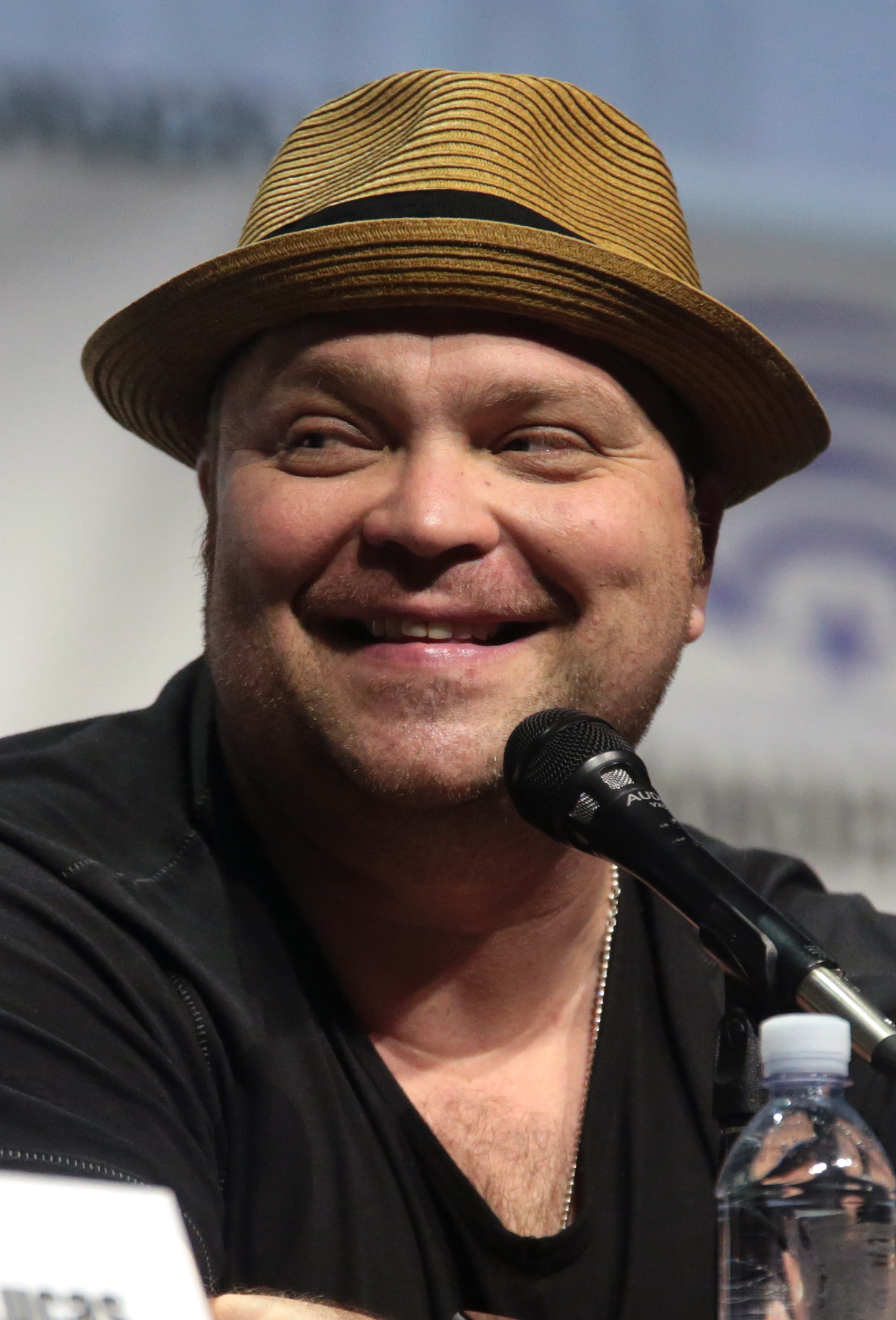
Drew Powell interpreta Butch Gilzean.
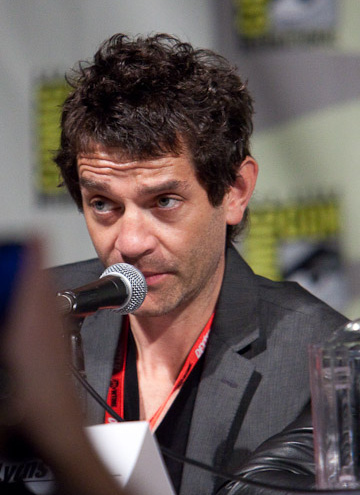
James Frain interpreta Theo Galavan.
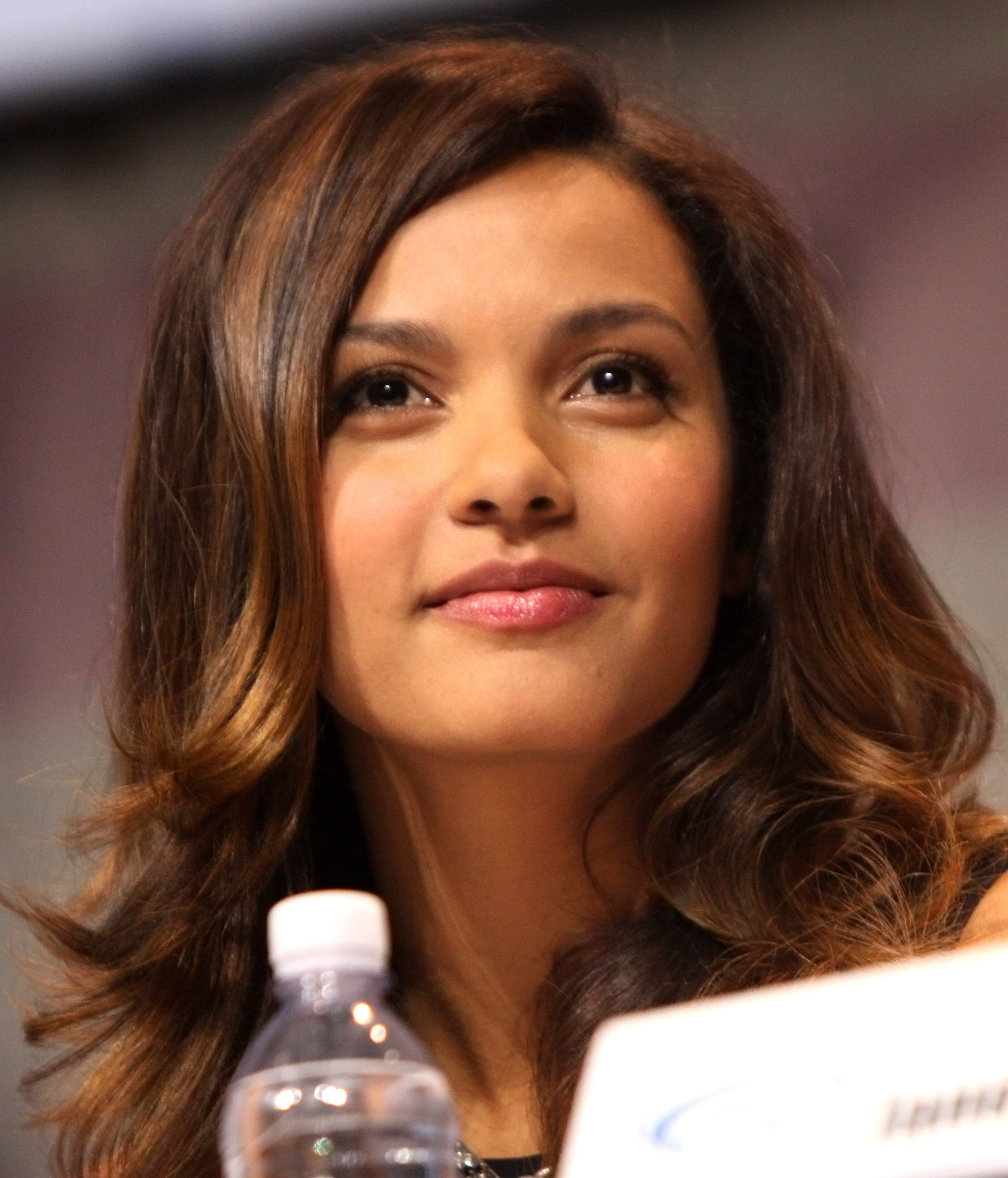
Jessica Lucas interpreta Tabitha Galavan.
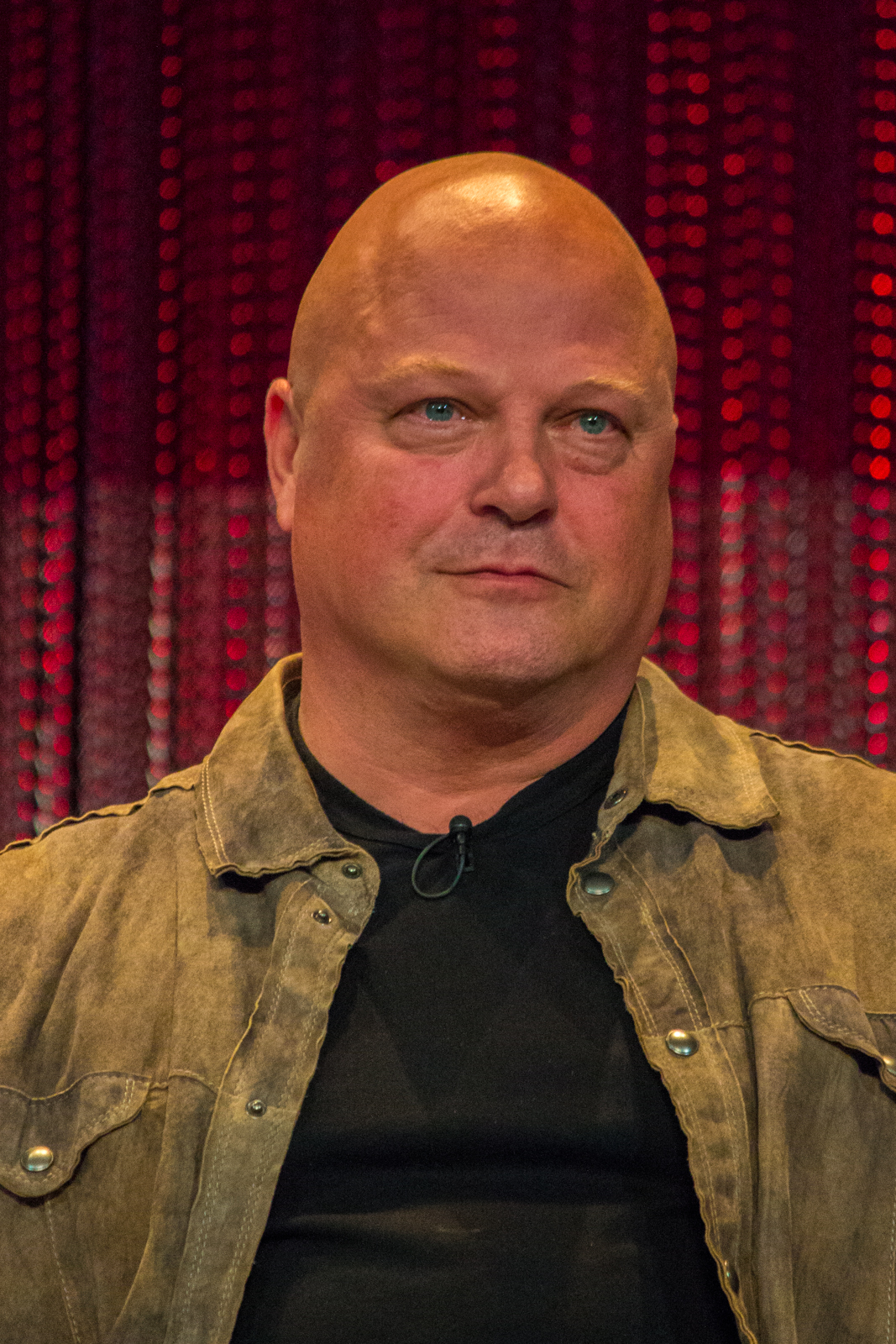
Michael Chiklis interpreta Nathaniel Barnes.
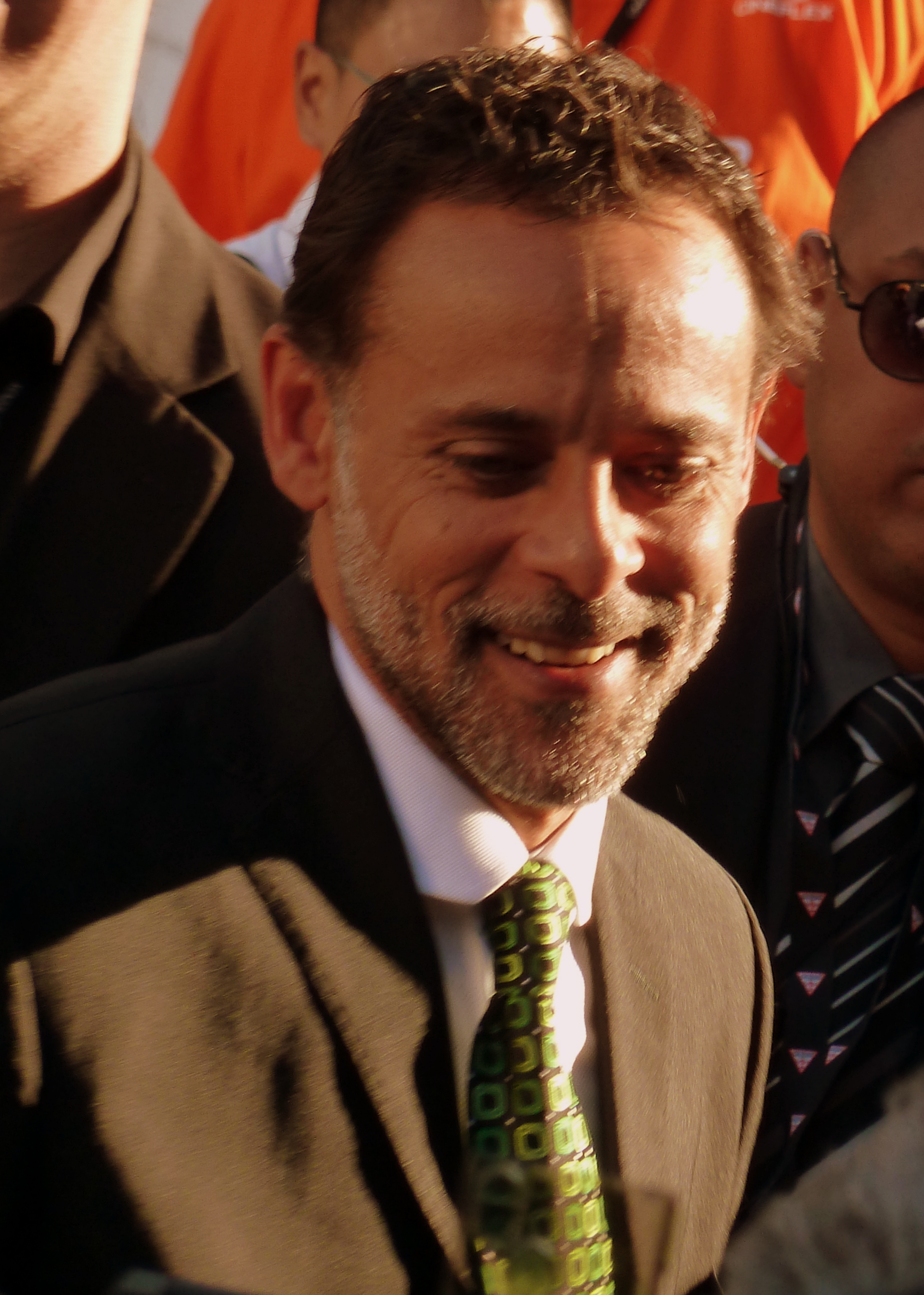
Alexander Siddig interpreta Ra's al Ghul.
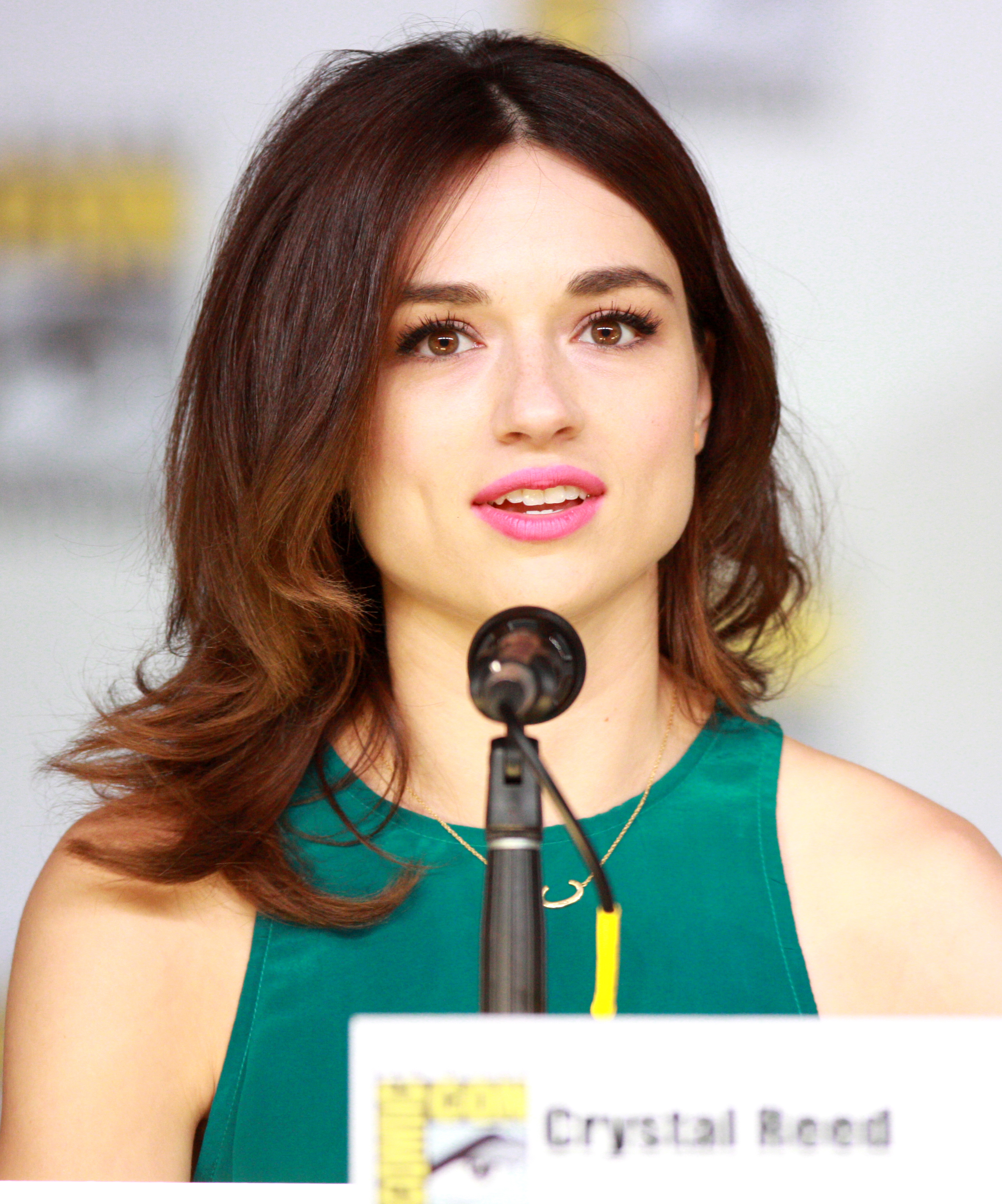
Crystal Reed interpreta Sofia Falcone.

## Sequenza di apertura
Ogni episodio di Gotham si apre con una sequenza rappresentante il titolo della serie che si avvicina all'obiettivo della telecamera. Nella prima stagione la scritta si trova in un cielo buio e nuvoloso, ma con il passare del tempo si avvicina sempre di più a Gotham City, fino ad arrivare all'interno della città. Nella sequenza dell'ultima puntata della serie, sullo sfondo si intravede il simbolo di Batman.

## Riconoscimenti
- 2014 – Critics' Choice Television Award
  - Nuove serie TV più promettenti[5]
- 2014 – Television Critics Association
  - Most Promising Fall Series[6][7]
- 2014 – TV Guide Awards
  - Candidatura per la miglior nuova serie
- 2015 – American Society of Cinematographers
  - Candidatura per il miglior episodio di una serie regolare a Christopher Norr per l'episodio Lo Spirito del Capro
  - Candidatura per il miglior film per televisione, miniserie o pilota a David Stockton per l'episodio Le regole di Gotham
- 2015 – Art Directors Guild
  - Candidatura per il miglior episodio della durata di un'ora in single-camera per una serie televisiva fantasy a Doug Kraner per gli episodi Le regole di Gotham, Selina Kyle e Arkham
- 2015 – Gracie Awards
  - Miglior serie televisiva drammatica
- 2015 – Kids' Choice Awards[8][9]
  - Candidatura per la miglior serie televisiva per famiglie
- 2015 – Motion Picture Sound Editors
  - Candidatura per la miglior composizione musicale per un corto televisivo ad Ashley Revell per l'episodio Lovecraft

- 2015 – NAACP Image Award
  - Candidatura per la miglior attrice non protagonista in una serie drammatica a Jada Pinkett Smith
- 2015 – People's Choice Awards
  - Candidatura per la miglior nuova serie televisiva drammatica
  - Candidatura per il miglior attore in una nuova serie televisiva a Benjamin McKenzie
  - Candidatura per la miglior attrice in una nuova serie televisiva a Jada Pinkett Smith
- 2015 – Premio Emmy
  - Candidatura per i migliori costumi per una serie, miniserie o film contemporanea a Lisa Padovani
  - Candidatura per i migliori effetti speciali e visivi di supporto
  - Candidatura per la miglior scenografia per una serie contemporanea o fantasy a Doug Kraner, Laura Ballinger Gardner e Regina Grave
- 2015 – Saturn Award
  - Candidatura per il miglior adattamento di un supereroe in una serie televisiva
  - Candidatura per la miglior prestazione di una giovane attrice in una serie televisiva a Camren Bicondova

## Altri media
Nel febbraio del 2016 è stata pubblicata una serie di cinque fumetti animati, chiamata Gotham Stories, che lega quanto avvenuto tra gli episodi Colpo di Grazia e Mister Freeze della seconda stagione.